# Canyon Dreams (álbum)
Canyon Dreams es la decimoquinta banda sonora compuesta por el grupo alemán de música electrónica Tangerine Dream. Publicada en 1991 por el sello Miramar se trata de la música compuesta para la película documental homónima que muestra una panorámica del Gran Cañón del Colorado. Destaca por ser la primera ocasión en que el grupo obtuvo una nominación para un Premio Grammy.
Linda Kohanov, en su crítica para AllMusic, indica que "el estilo es una ingeniosa combinación del estilo progresivo del grupo y las tendencias actuales y, por tanto, es uno de los más acertados álbumes de Tangerine Dream en tiempos recientes."

## Producción

Panorámica del Gran Cañón del Colorado (Arizona, Estados Unidos)

Canyon Dreams es una película documental de 40 minutos sobre el Gran Cañón del Colorado que se estrenó en 1987. Aunque la película se comercializó en VHS, y posteriormente en DVD, la banda sonora se publicó oficialmente en 1991 cuando Tangerine Dream ya había concluido su contrato con Private Music y comenzaba uno nuevo con el sello estadounidense Miramar. De este modo es el primer álbum de la etapa denominada «Seattle Years». 
Tangerine Dream, integrado entonces por Christopher Franke, Paul Haslinger y Edgar Froese, compusieron y grabaron inicialmente la banda sonora en 1986 en los estudios The Cave (Berlin), Polygon Studios (Berlín) y Eastgate Studios (Viena). Dado que unos meses antes se comercializó una versión no oficial, con la banda sonora incluida en el documental, para la edición oficial se hicieron varios cambios: se remezclaron parcialmente las canciones, se alteró su duración y se incluyó una canción adicional, «Colorado Dawn», compuesta por Jerome Froese. Cronológicamente por fecha de grabación, en la historia de la banda, es la última banda sonora en la que participara Christopher Franke.
El álbum ha sido reeditado en varias ocasiones. En 1999 el sello TDI, propiedad del grupo, publicó una reedición donde se incluyó una canción adicional compuesta por Edgar Froese, «Rocky Mountain Hawk», y cambios en el diseño gráfico. En 2009 el sello Membran lo incluyó en un extenso trabajo de reedición, junto con otras 59 grabaciones del grupo, en formato digipack.

## Lista de canciones
| N.º   | Título              | Escritor(es)                                   | Duración |  |
| 1.    | «Shadow Flyer»      | Edgar Froese Christopher Franke Paul Haslinger | 5:47     |  |
| 2.    | «Canyon Carver»     | Edgar Froese Christopher Franke Paul Haslinger | 4:20     |  |
| 3.    | «Water's Gift»      | Edgar Froese Christopher Franke Paul Haslinger | 5:27     |  |
| 4.    | «Canyon Voices»     | Edgar Froese Christopher Franke Paul Haslinger | 4:28     |  |
| 5.    | «Sudden Revelation» | Edgar Froese Christopher Franke Paul Haslinger | 4:48     |  |
| 6.    | «A Matter Of Time»  | Edgar Froese Christopher Franke Paul Haslinger | 8:56     |  |
| 7.    | «Purple Nightfall»  | Edgar Froese Christopher Franke Paul Haslinger | 2:08     |  |
| 8.    | «Colorado Dawn»     | Jerome Froese                                  | 4:28     |  |
| 40:22 |                     |                                                |          |  |

## Personal
- Edgar Froese - interpretación, arreglos, ingeniería de grabación, remezcla, masterización y producción
- Christopher Franke - interpretación, arreglos e ingeniería de grabación
- Paul Haslinger - interpretación, arreglos e ingeniería de grabación
- Randy Kling - masterización para la versión en disco compacto
- G. Paul Sullivan - producción ejecutiva
- Ted Mader + Associates - dirección artística
- Larry Ulrich - fotografía
- Jan C. Nickman - fotografía